# Chmeli Suneli

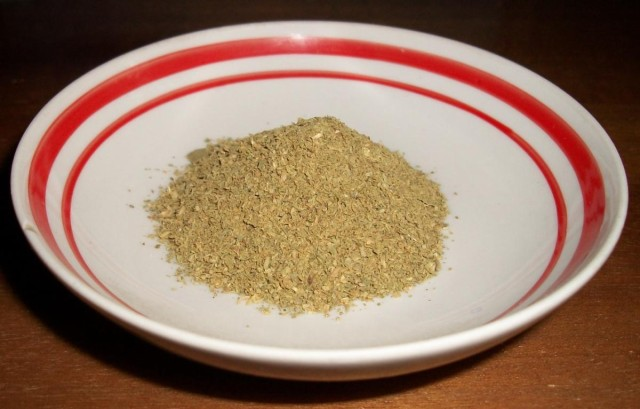
Chmeli Suneli

Chmeli Suneli (georgisch ხმელი სუნელი, „getrocknete Kräuter“) ist eine georgische Kräutermischung, die im gesamten Kaukasus-Gebiet verbreitet ist.
Sie besteht zumeist zu gleichen Teilen aus getrocknetem, gemahlenen oder zerriebenem Koriander, Dillspitzen, Basilikum, Lorbeerblatt, Majoran, Bohnenkraut, Estragon, einer Spur Safran bzw. Saflor und schwarzem Pfeffer. Mitunter sind auch Sellerielaub, Petersilie, Thymian, Minze oder Melisse, Ysop und Bockshornklee enthalten.
Die Mischung ist eine typische Zutat georgischer Saucen. Diese sind würzig, meist leicht säuerlich und werden aus Früchten, Nüssen und eben Chmeli Suneli zubereitet. Daneben ist die Gewürzmischung Bestandteil landestypischer Eintopfgerichte.